# Coby Carrozza
Coby Carrozza (7 de mayo de 2001) es un deportista estadounidense que compite en natación, especialista en el estilo libre. En los Juegos Panamericanos de 2023 obtuvo dos medallas, oro en 200 m libre y plata en 4 × 200 m libre.

## Palmarés internacional
| Juegos Panamericanos | Juegos Panamericanos | Juegos Panamericanos | Juegos Panamericanos |
| Año                  | Lugar                | Medalla              | Prueba               |
| -------------------- | -------------------- | -------------------- | -------------------- |
| 2023                 | Santiago (Chile)     | Medalla de oro       | 200 m libre          |
| 2023                 | Santiago (Chile)     | Medalla de plata     | 4 × 200 m libre      |